# Cameron Devlin
Cameron Peter Devlin (sinh ngày 7 tháng 6 năm 1998) là một cầu thủ bóng đá chuyên nghiệp người Úc thi đấu ở vị trí tiền vệ cho câu lạc bộ Heart of Midlothian và đội tuyển quốc gia Úc.